# Karelianism
Karelianism var en övergripande kulturell rörelse i Storfurstendömet Finland under den andra hälften av 1800-talet, vilken berörde författare, poeter, målare och skulptörer. Bakgrunden till rörelsen anses vara publiceringen av det finska nationaleposet Kalevala 1835, vilken gjorde så att olika kultursfärer i Finland blev allt mer nyfikna på karelsk historia och legender. 1890-talet var karelianismens glansperiod och hade då blivit en stor trend för många konstverk och litteratur i Finland. Inom rörelsen sågs Karelen som en slags fristad för den ursprungliga finskheten. Fenomenet kan tolkas som en förlängning av den europeiska nationalromantiken. Dessa idéer togs under andra världskriget över av mer nationalistiska rörelser som strävade efter att bilda ett Storfinland som skulle omfatta många finskbesläktade folk. Karelianismens inflytande märks bland annat i Eliel Saarinens arbeten.